# Reseda odorata
Reseda odorata is een plantensoort uit de resedafamilie (Resedaceae). Het is een eenjarige tot meerjarige plant die een groeihoogte tot 45 centimeter kan bereiken. De plant heeft stengels die enigszins houtachtig kunnen worden en geurige bloemen. 
De soort komt voor in Libië, Noord-Egypte en Zuid-Kreta. Het is daar een veel voorkomend onkruid dat ook tussen rotsen groeit.
De plant wordt in het wild geoogst voor lokaal gebruik als medicijn en als grondstof. Zowel de wortels als de zaden hebben een medicinale werking. Uit de bloemen wordt een etherische olie gewonnen die gebruikt wordt in de parfumerie. 1200 kilogram bloemen levert 350 gram absolue op.